# سیارک ۳۲۷۷۰
سیارک ۳۲۷۷۰ (به انگلیسی: 32770 Starchik، نامگذاری:1984YY1) سی و دو هزار و هفتصد و هفتادمین سیارک کشف شده‌است که در ۲۳ دسامبر ۱۹۸۴ کشف شد.